# グーフィーの探偵教室
『グーフィーの探偵教室』（グーフィーのたんていきょうしつ、原題：How to Be a Detective）は、ウォルト・ディズニー・プロダクション（現：ウォルト・ディズニー・カンパニー）が製作した1952年12月12日公開のアニメーション短編映画作品。グーフィーの短編映画シリーズの第42作目である。

## あらすじ
私立探偵を開く事になったグーフィーが受ける最初の依頼は・・・。

## スタッフ
- 製作：ウォルト・ディズニー
- 監督：ジャック・キニー
- 作画：ヒュー・フレーザー、ジョン・シブレー、エド・アーダル、ジョージ・ニコラス
- 効果：ダン・マクマヌス
- 脚本：ディック・キニー、ブライス・マック
- 美術：アル・ツィンネン
- 背景：ディック・アンソニー
- 音楽：ジョセフ・S・デュビン

## キャスト
| キャラクター | 原語版               | 旧吹き替え版 | 新吹き替え版 |
| ------------ | -------------------- | ------------ | ------------ |
| グーフィー   | ピント・コルヴィグ   | 小山武宏     | 島香裕       |
| ピート       | ビリー・ブレッチャー | 遠藤征慈     | 大平透       |
| 悪人         |                      |              |              |
| ナレーション |                      | 江原正士     | 大平透       |